# Campylaspis tubulata
Campylaspis tubulata is een zeekommasoort uit de familie van de Nannastacidae. De wetenschappelijke naam van de soort is voor het eerst geldig gepubliceerd in 1945 door Fage.